# Марченко Михайло Іванович
Михайло Іванович Марченко (19 вересня 1902 — 22 січня 1983) — український історик, автор численних праць з історії України доби середньовіччя, перший радянський ректор Львівського державного університету імені Івана Франка, дід журналіста і дисидента Валерія Марченка.

## Життєпис

### Ранні роки
Народився 19 вересня 1902 року у с. Гатне Хотівської волості Київської губернії в сім'ї казенних селян. У 1911 році померла мати, Федора Антонівна. Старші брати взяли на себе опіку молодшим. У 1918 році Михайло закінчив двокласну земську школу. Працював разом з братом Степаном на своїй ділянці землі.
В лютому 1919 р. Михайло Марченко був обраний секретарем ревкому та комбіду в с. Гатному.
У 1920—1923 рр. працював у своєму господарстві й водночас завідував сельбудом сільськогосподарської профшколи у Боярці. У 1922 році став членом КСМУ.
У 1923 р. комітет незаможних селян с. Гатного направив Михайла вчитися до Київської військової артилерійської школи. До 1926 року він перебував у війську: спочатку червоноармійцем 3-го радіобатальйону у Києві, згодом служив у військовій частині у Харкові, обирався депутатом міської ради (1925—1926).
Після військової служби протягом 1926—1928 років працював головою правління споживчої кооперації у с. Гатному.
У 1927 році вступив до ВКП(б)-КП(б)У. Протягом 1927—1928: член пленуму Будаївського райкому (Київська округа), у 1928—1929 — член пленуму Київського сільського райкому КП(б)У.
У 1929 році Михайла Марченка виключили з партії, але незабаром поновили за необґрунтованістю звинувачень.
У 1928—1930 роках — очолював сільськогосподарську комуну ім. Г. І. Петровського у с. Гостомель Київської округи.

### Інститут червоної професури та Інститут історії
У 1932—1937 роках Михайло Марченко навчався в Інституті червоної професури (ІЧП) при ВУЦВК (Харків — Київ). Спочатку він закінчив Інститут підготовки кадрів до ІЧП (дворічний курс підготовчого відділу), а потім трирічний курс основного (історичного) відділу Інституту червоної професури. Спеціалізувався на історії України.
У 1936 році був включений до складу бригади викладачів, які у липні-вересні 1936 р. залучалися до викладання на курсах перепідготовки завкультпропів райкомів КП(б)У.
Відповідно до рішення Секретаріату ЦК КП(б)У від 28 серпня 1937 року М. І. Марченко був відряджений на роботу до Інституту історії АН УРСР.
Репресії 1937 року та фізичне знищенням багатьох співробітників Інституту історії України (зокрема, розстріли завідувача відділу історії феодалізму Т. Т. Скубицького, старшого наукового співробітника М. Ф. Трегубенка, старшого наукового співробітника Г. Я. Слюсаренка) зумовили необхідність поповнення штату співробітників Інституту.
Згаданими обставинами зумовлений і той факт, що випускник Інституту червоної професури М. І. Марченко, ще не маючи наукових здобутків і не захистивши дисертації, відразу одержав призначення на посаду завідувача сектору феодальної доби. При цьому підлеглими Марченка стали більш досвідчені науковці, так як М. Н. Петровський та О. П. Оглоблин.

### Ректор Львівського університету
7 вересня 1939 року, з початком другої світової війни, Михайла Марченка призвали до лав РСЧА на посаду старшого інструктора відділу пропаганди Політуправління Київського особливого військового округу, частини якого (вже як Українського фронту) 17 вересня перетнули польський кордон і вступили на західноукраїнські землі.
16 жовтня 1939 року Політбюро ЦК КП(б)У ухвалило: «Затвердити ректором Львівського університету товариша Марченка Михайла Івановича, звільнивши його від роботи в Інституті історії Академії наук».
Перебування Михайла Марченка на посаді ректора Львівського університету є чи не найцікавішою сторінкою життя Михайла Івановича, його зоряним часом. Про цей період О. С. Рубльов писав: «Стратегічний курс сталінського керівництва СРСР на щойно приєднаних територіях полягав у намаганні якнайшвидше інтегрувати їх у тоталітарну радянську систему шляхом нівелювання місцевої специфіки, „зміцнення“ кадрів місцевої інтелігенції та керівників завдяки надсиланню численних уповноважених і фахівців зі сходу. І якщо пересічна якість таких приїжджих була невисокою, то все ж таки траплялися і щасливі винятки. До останніх належав і М. І. Марченко».
У 1940 році захистив дисертацію «Боротьба Польщі і Росії за Україну». Пізніше його онук, відомий дисидент Валерій Марченко, згадуватиме, що книжка «Боротьба Росії та Польщі за Україну» «навчила багатьох любити Батьківщину» і додасть: «Я, наприклад, один із них».

#### Українізація університету
1 грудня 1939 року Університет Яна Казимира був перейменований на Львівський державний університет СРСР, а з січня 1940 року отримав нову назву — Львівський державний університет ім. Івана Франка.
«Зараз після приходу Червоної Армії київський професор Марченко, призначений совєтською владою ректором Львівського університету, почав доповнювати університет новими силами, — свідчив один з викладачів ЛДУ. — Було з чого радіти: наново в цьому університеті постали катедри української мови, літератури, історії, всі студенти мусили вивчати українську мову. Львівський університет розрісся втроє […] Величезна більшість студентів одержувала щомісячні стипендії, безплатне мешкання, дешевий харч, і молодь просто вдиралась ліктями до святині науки».
«З моєї санкції, без відома вищестоящих органів радянської влади було вивішено вивіску на університеті українською мовою: „Львівський український державний університет“, тоді як за затвердженим згодом статутом університету слід було називати „Львівський державний університет“», — з матеріалів справи НКВС[джерело?].
«На початку травня 1940 року мною була вивішена на дошці наказів ректора й розіслана деканам факультетів постанова колегії Наркомосу УРСР, в якій пропонувалося мені, як ректорові, збільшити відсоток складу студентів з числа українців.»[джерело?]
«Делегація польських студентів домагалася викладів польської історії і літератури польською мовою. На це Марченко дослівно відповів: „Якщо бажаєте викладів польською мовою, переїдьте, будь ласка, до Варшавського університету. Тут є український університет і виклади відбуватимуться українською мовою…“».

### ГУЛАГ— ув'язнення
У ніч з 22 на 23 червня 1941 року Михайла Марченка заарештували як «активного українського націоналіста». Етапований з Києва, утримувався у в'язницях Томська, Маріїнська, Новосибірська. У листопаді-грудні 1941 року у Томській тюрмі № 3 прочитав для в'язнів кілька лекцій. Звільнений за браком доказів у лютому 1944 року, працював у Новосибірському педагогічному інституті, викладав історію СРСР на курсах підвищення кваліфікації вчителів та у військовому училищі.
З 1945 року викладав у Київському педагогічному інституті, де 1956 року на партзборах виступив зі спогадами про перебування у Гулазі, висловив думку, що «українська культура за роки радянської влади розвивалася менше, ніж в дореволюційні роки, що зараз немає майже українських шкіл і ми маємо факти, коли в школах діти не можуть навчатися українською мовою».

### Наукова робота
| «Що він звершив, той учений, коли більшість його праць антинаціональна, більшовицька? ... Вчені, котрі були беззастережно проти радянської влади, давно знищені. Залишилися в крайньому кращому разі такі, як мій дід - будівничі, які з жахом дивляться на витвір своїх рук. Чи ж дивина, що після самовідданої буремної юності, виснажливої, завдяки сталінським концтаборам, зрілості, вони не знаходять сил при старості на новий пошук, утвердження або заперечення. Абстрактне добро та праця в межах можливого - ось невиголошене кредо старого професора» |
Після ліквідації 1956 року історичного факультету Київського педагогічного інституту до кінця життя працював професором історичного факультету Київського державного університету.
Докторська дисертація «Українська історіографія (з давніших часів до середини XIX ст.)» (1960, захист у Ленінградському державному університеті). Професор — з 1962 року.

### Арешт онука й останні роки життя
25 червня 1973 онук, Валерій Марченко, був заарештований співробітниками КДБ. За вироком Київського обласного суду від 27 грудня 1973 року (відповідно до ст. 62 ч. 1 Кримінального кодексу УРСР «Антирадянська пропаганда та агітація»), засуджений до 6 років позбавлення волі в колонії суворого режиму і 2-х років заслання. З вироку суду: «Летом 1971 года у себя на дому изготовил антисоветскую статью „Страшний якийсь тягар“ и имел намерение передать за границу для опубликования ее в националистических издательствах». «В начале 1972 года у себя дома с целью подрыва и ослабления Советской власти и для распространения и передачи за границу написал антисоветский документ под названием „За караваном ідейності“, в котором возводит злобную клевету на советский государственный и общественный строй».

### Монографії та рукописи
1. Стародавня Русь у боротьбі з кочівниками до навали монголо-татар. Монографія (рукопис). — Київ: Радянська школа.
2. Перший ректор Київського університету М. О. Максимович, як історик. Монографія (рукопис). Вид-во КДУ.
3. Українська історіографія від давніх часів до середини XIX ст. — Київ: Фенікс, 2011 (надруковано за рукописом 1971).

### Наукові праці та статті
1. Шевченко і пригнічені народності царської Росії. Пам'яті Т. Г. Шевченка. Зб. статей до 125-ліття з дня народження. 1814—1939. — К.: АН УРСР, 1939.
2. До питання про розвиток феодальних відносин у 50-60-х роках на Україні. Записки історичного та філологічного факультетів Львівського держуніверситету. — Т. 1. — Львів, 1940.
3. Боротьба Росії і Польщі за Україну в другій половині XVII ст. (1654—1664 рр.). — К.: АН УРСР, 1941.
4. Общественно-политические отношения в Сибири во второй половине XVIII века, накануне Пугачевского восстания. "Ученые записки Новосибирского гос. пед. ин-та, вып. 1. — Новосибирск, 1945.
5. Історія СРСР. Вип. 1: Університет на дому. — К.: Радянська школа, 1949. (У співавторстві з Ю. Я. Білан і В. Н. Котов).
6. Історія СРСР. Вип. 2: Університет на дому. — К.: Радянська школа, 1950.
7. Визвольна війна українського народу 1648—1654 рр. — К.: Т-во для поширення політ. та науков. знань, 1953.
8. Історичне значення возз'єднання України з Росією. Доповідь наукової сесії Київ. пед. інституту, присвяченої 300-річчю возз'єднання України з Росією. — К., 1954.
9. Видатний історик України О. М. Лазаревський. — К.: АН УРСР, 1958. (Співавтор Полухін Л. К.).
10. Історичне минуле українського народу в творчості Т. Г. Шевченка. — К.: Радянська школа, 1957.
11. З історії антикріпосницьких рухів на Україні в XVII ст. Переяславське повстання 1666 р. // Вісник істор. факультету КДУ. — 1958. — № 2.
12. Українська історіографія (з давніх часів до середини XIX ст.). — К.: Вид-во Київ. держуніверситету, 1959.
13. Українські літописи і хроніка XVII—XVIII ст. Матеріали до вивчення історії української літератури: У 5 т. — Т. 1. Упорядкували акад. О. І. Білецький і доц. Ф. Я. Шлом. — К.: Радянська школа, 1959.
14. Погляди Т. Г. Шевченка на історію українського народу // Український історичний журнал. — 1961. — № 1.
15. Історія української культури (з давніх часів до середини XVII століття). — К.: Радянська школа, 1961.
16. Історична наука в Київському університеті (1861—1917). Історія Київського державного університету (До 125-річчя університету). — К., 1959.
17. Визначний центр української культури (До історії Києва, т. 1) // Радянська культура. — 1959. — 24 верес.
18. Стародавній Київ (до XIII ст.). Перший розділ в «Історії Києва». — К., 1968.
19. Київ і його роль у житті України в XIV — першій половині XVII ст. Другий розділ в «Історії Києва». — К., 1968.

### Статті в енциклопедіях
1. Бантиш-Каменський Дмитро Миколайович — український історик першої половини XIX ст. // УРЕ, т. 1.
2. Бантиш-Каменський Микола Миколайович — український історик кінця XVIII — поч. XIX ст. // УРЕ, т. 1. — К., 1959.
3. Безбородьки Олександр та Ілля Андрійовичі — державні діячі Російської імперії кінця XVIII — поч. XIX ст. // УРЕ, т. 1. — К., 1959.
4. Боболинський Леонтій — український літописець XVII ст. // УРЕ, т. 1. — К., 1959.
5. Галицько-Волинський літопис XIII ст. // УРЕ, т. 3. — К., 1960.
6. Грабянка Григорій — український історик XVIII ст. // УРЕ, т. 3. — К., 1960.
7. Густинський літопис // УРЕ, т. 3. — К., 1960.
8. Літопис Густинського монастиря // УРЕ, т. 3. — К., 1960.
9. Історія Русів // УРЕ, т. 5. — К., 1961.
10. Київський літопис XII ст. // УРЕ, т. 6. — К., 1961.
11. Копистенський Захарія — український письменник кінця XVI — поч. XVII ст. // УРЕ, т. 7. — К., 1962.
12. Короткий опис Малої Росії з 1506 по 1777 р., виданий Василем Рубаном у Петербурзі. // УРЕ, т. 7. — К., 1962.
13. Короткий опис Малоросії, складений у 30-х роках XVIII ст. // УРЕ, т. 7. — К., 1962.
14. Львівський літопис // УРЕ, т. 8. — К., 1962.
15. Літопис Самовидця // УРЕ, т. 8. — К., 1962.
16. Літопис в Руських і польских сторонах що ся діяло і якого року // УРЕ, т. 8. — К., 1962.
17. Маркевич Микола Андрійович — український дворянський історик, письменник та етнограф // УРЕ, т. 8., К., 1962.
18. Маркевич Олександр Михайлович — український історик та етнограф XIX ст. // УРЕ, т. 8. — К., 1962.
19. Маркович Яків Андрійович — український мемуарист XVIII ст. // УРЕ, т. 8. — К., 1962.
20. Межигірський літопис XVII ст. // УРЕ, т. 9., К. — 1962.
21. Родзянки — рід українських поміщиків, що походив з козацької старшини. Серед них М. В. Родзянко — голова III та IV Державних дум // УРЕ, т. 12. — К., 1963.
22. Строєв Павло Михайлович (1796—1876) — російський археограф і історик // УРЕ, т. 14. — К., 1963.
23. Тризна Йосиф — український церковний діяч і письменник XVII ст. // УРЕ, т. 14. — К., 1963.
24. Рубан Василь Григорович — український історик та письменник другої половини XVIII ст. // УРЕ, т. 12. — К., 1963.
25. Синопсис Інокентія Гізеля (1674 р.) — перша друкована книга з історії України і Росії // УРЕ, т. 12. — К., 1963.
26. Історія українського мистецтва (видання)
27. Іпатіївський літопис // Радянська енциклопедія історії України, т. 1. — К., 1969.
28. Київська академія // Радянська енциклопедія історії України, т. 1. — К., 1969.
29. Лаврентіївський літопис // Радянська енциклопедія історії України, т. 2. — К., 1970.
30. Літопис в Руських і польских сторонах що ся діяло і якого року // Радянська енциклопедія історії України, т. 2. — К., 1970.
31. Баркулавівський літопис // Радянська енциклопедія історії України, т. 2. — К., 1970.
32. Авраамки літопис // Радянська енциклопедія історії України, т. 2. — К., 1970.
33. Літопис Грабянки // Радянська енциклопедія історії України, т. 2. — К., 1970.
34. Лизогубівський літопис // Радянська енциклопедія історії України, т. 1. — К., 1969.
35. Ключевський В. Й. // Радянська енциклопедія історії України, т. 3. — К., 1971.
36. Літопис самовидця // Радянська енциклопедія історії України, т. 3. — К., 1971.
37. Літописець Волині і України самовидця // Радянська енциклопедія історії України, т. 3. — К., 1971.
38. Маркович Яків Андрійович // Радянська енциклопедія історії України, т. 3. — К., 1971.
39. Маркович Олександр Михайлович // Радянська енциклопедія історії України, т. 3. — К., 1971.

### Статті в газетах і журналах
1. Визвольна війна українського народу в 1648—1654 рр. // Комсомольський пропагандист. —1938. — № 10.
2. Друкар книг пред тим не виданих // Ілюстрований журнал «Україна». — 1948. — № 8.
3. Польські пани — одвічні вороги Литви // Комуніст. — 1938. — 5 квіт.
4. З героїчного минулого України. Іван Богун // Пролетарська правда. — 1939. — 28 січ.; Вісті. — 1939. — 12 жовт.
5. Історичний урок польській шляхті // Комуніст. — 1938. — 28 черв.
6. Отмена крепостного права в России // Советская Украина. — 1938. — ноябрь.
7. Западная Украина — земля украинских рабочих и крестьян (в связи с событиями воссоединения Западной Украины с УССР) // Красная Армия. — 1939. — 18 сент.
8. Разгром Деникина на Украине // Вільна Україна. — 1939. — 20 груд.
9. Революція 1905 року в Росії // Вільна Україна. — 1939. — 24 груд.
10. Возз'єднання Закарпатської України з Українською РСР // Радянська Україна. — 1945. — 24 листоп.
11. Наукова праця з історії Української РСР (До виходу в світ історії Української РСР, т. 1) // Вільна Україна та інші газети, РАТАУ. — 1954. — 3 берез.
12. Освободительная война украинского народа 1648—1654 гг. // Сталинское племя. — 1953. — Груд.
13. Научный труд по истории Украины // Радянська освіта. — 1954. — 10 квіт.
14. Видатний діяч культури. (Пам'яті М. П. Драгоманова) // Радянська Україна. — 1966. — 18 верес.
15. Розвиток української культури в другій половині XIX ст. // Радянська школа. — 1966. — № 11.
16. Настійна вимога часу. Колективна стаття // Дніпро. — 196. — № 11.
17. На ниві освіти // Літературна Україна. — 1967. — 3 січ. Ця ж стаття надрукована в Пряшеві в газеті «Нове життя»; 27 січня 1967 р. у Канаді «Наше життя».
18. З історії шкільної освіти на Україні // Радянська освіта. — 1967. — 4 лют.
19. Микола Костомаров як історик України // Наша культура Додаток до «Нашого слова». — Варшава. — 1967. — Травень.
20. Микола Костомаров як історик України // Життя і слово в Канаді. — 1967. — 5 квіт.; Нове життя в Словаччині та в інших друкованих органах за рубежем.